# Viola Sachs
Pour les articles homonymes, voir Sachs.
Viola Sachs, née Scharf le 20 septembre 1929 à Hambourg et décédée le 26 juin 2020 à Paris est une universitaire polonaise, spécialisée en littérature et culture américaine. 

## Biographie
Pendant la seconde guerre mondiale, fuyant le nazisme, elle a vécu et étudié au Brésil avec son époux, Ignacy Sachs, qui raconte leur périple entre Pologne, Brésil et Inde dans le livre autobiographique La troisième rive (éd. Bourin, 2008). Après un retour en Pologne, la famille Sachs s'installe à Paris en septembre 1968. Recrutée par le Centre universitaire de Vincennes (Université Paris 8), elle y a fondé puis dirigé jusqu'à sa retraite le Laboratoire de recherche sur l'imaginaire américain. Elle était notamment spécialiste de l'œuvre d'Herman Melville.